# Тираннохромисы
Тираннохромисы (лат. Tyrannochromis) — небольшой род лучепёрых рыб семейства цихловых, эндемиков озера Малави (Ньяса) в Восточной Африке. В настоящее время он включает в себя четыре (по некоторым данным, два) вида. 

## Характеристика
Тираннохромисы — крупные хищные рыбы размером до 30 см,представители группы Предатор (Хищные). Рыбы этого рода имеют большой рот, вытянутое тело и хищный вид. У тираннохромисов ярко выраженный половой диморфизм – самцы имеют голубоватую окраску, самки – серо-коричневую.
Своё название род получил из-за хищного вида и образа жизни этих цихлид (от лат. «tyranni» — тиран и «chromis» (от греч. «χρώμα» — цвет) — цветной, часто обобщенное название ярких африканских цихлид, поэтому название рода можно трактовать как «злобная цихлида» (сравните: «тираннозавр» — злобный ящер).

## Места обитания и питание
Эти большие, хищные цихлиды встречаются повсеместно в восточноафриканском озере Малави (Ньяса) в жесткой и щелочной воде. Предпочитают каменистые и скалистые, иногда песчаные без растительности, области на глубине до 40 м. Тираннохромисы питаются преимущественно другими цихлидами, взрослыми и молодью.

## Поведение и размножение
Тираннохромисы уединенный образ жизни, постоянно кочуют в поисках  потенциальной жертвы 
Во время нереста самцы охраняют территорию. Самки носят мальков во рту, периодически выпуская их для кормления.

## Содержание в аквариуме
Тираннохромисы — крупная рыба, поэтому им необходим аквариум от 1000 л. Как всем и цихлидам озера Малави, им нужна жесткая щелочная вода. В аквариуме после акклиматизации поедает любые корма, но нужно отдавать предпочтение крупным кускам морепродуктов с высоким содержанием белка (рыба, креветка).

## Виды
Род Тираннохромисов (Tyrannochromis) был описан Экклесом (Eccles) и Тревавасом (Trewavas) в 1989 году и включает 4 вида. Однако некоторые ихтиологи считают, что существуют только два вида.
Здесь приведены виды тираннохромисов по FishBase (A Global Information System on Fishes).
- Tyrannochromis macrostoma (Regan, 1922) (Большеротая циртокара), ранее Haplochromis macrostoma и Cyrtocara macrostoma
- Tyrannochromis nigriventer (Eccles, 1989)
- Tyrannochromis maculiceps (Ahl, 1926) — возможно, является морфой Tyrannochromis macrostoma
- Tyrannochromis polyodon (Trewavas, 1935), ранее Haplochromis polyodon — возможно, является морфой Tyrannochromis macrostoma